# Antonio Rico de Eguíbar
Antonio Rico de Eguíbar fue un político y alcalde de Oviedo, Asturias.
Como alcalde participó en el proyecto de construcción del Palacio de los Deportes de Oviedo que terminaría su sucesor.
Sustituido por Manuel Álvarez-Buylla y López Villamil en la presidencia de la alcaldía, fue nombrado subdirector provincial del Instituto Nacional de Previsión.
Fue presidente de la Hermandad de Defensores de Oviedo.

## Reconocimientos
- Gran Cruz de la Orden del Mérito Civil, concedida por Decreto 3224/1967, de 23 de diciembre.[3]